# Riva presso Chieri
Riva presso Chieri est une commune italienne de la ville métropolitaine de Turin, dans la région Piémont.

## Administration
| Période                                  | Période | Identité | Étiquette | Qualité |
| ---------------------------------------- | ------- | -------- | --------- | ------- |
|                                          |         |          |           |         |
| Les données manquantes sont à compléter. |         |          |           |         |

### Communes limitrophes
Chieri, Arignano, Mombello di Torino, Moriondo Torinese, Buttigliera d'Asti, Villanova d'Asti, Poirino.